# Wonder (romance)
Wonder (no Brasil, Extraordinário e em Portugal, Wonder - Encantador) é um romance infantil escrito por Raquel Jaramillo, sob o pseudônimo R. J. Palacio. Publicada em 14 de fevereiro de 2012, conta a história de Auggie Pullman, um garoto que sofre da síndrome de Treacher Collins, que causa deformação facial.
Palacio escreveu o livro após um incidente onde ela e seu filho, então com três anos de idade, estavam uma fila para comprar sorvete. Seu filho viu uma menina com deformidades faciais e começou a chorar. Tentando controlar a situação, ela tentou ir para longe com seu filho para não chatear a menina ou a família dela, mas isto acabou piorando a situação. Após ouvir a canção "Wonder", de Natalie Merchant, ela se deu conta de que o incidente ensinar uma lição à sociedade, e assim começou a escrever o livro, que leva o nome da canção. O refrão da música é usado como prólogo do primeiro capítulo.
A autora escreveu o livro com um sistema que cada capitulo um personagem relacionado a Auggie escreve, contando seu ponto de vista
Recebido positivamente pela crítica literária, entrou na lista da New York Times Best Seller. Além disso, venceu o Mark Twain Readers Award em 2015. Foi adaptado para o cinema no filme homônimo, estrelado por Julia Roberts, Jacob Tremblay, Owen Wilson e Sônia Braga.